# Mastrus varicoxis
Mastrus varicoxis är en stekelart som först beskrevs av Taschenberg 1865.  Mastrus varicoxis ingår i släktet Mastrus och familjen brokparasitsteklar. Arten är reproducerande i Sverige. Inga underarter finns listade i Catalogue of Life.